# Губино (Дорогобужский район)
Губино — Деревня в Дорогобужском районе Смоленской области России. Входит в состав Кузинского сельского поселения.
Население — 1 житель (2007 год).
Расположена в центральной части области в 11 км к юго-западу от Дорогобужа, в 12 км западнее автодороги Р137 Сафоново — Рославль, на берегу реки Ужа. В 32 км южнее от деревни находится железнодорожная станция Нежода на линии Смоленск-Сухиничи.

## История
В годы Великой Отечественной войны деревня была оккупирована гитлеровскими войсками в октябре 1941 года, освобождена в сентябре 1943 года.